# Dendrohyfida

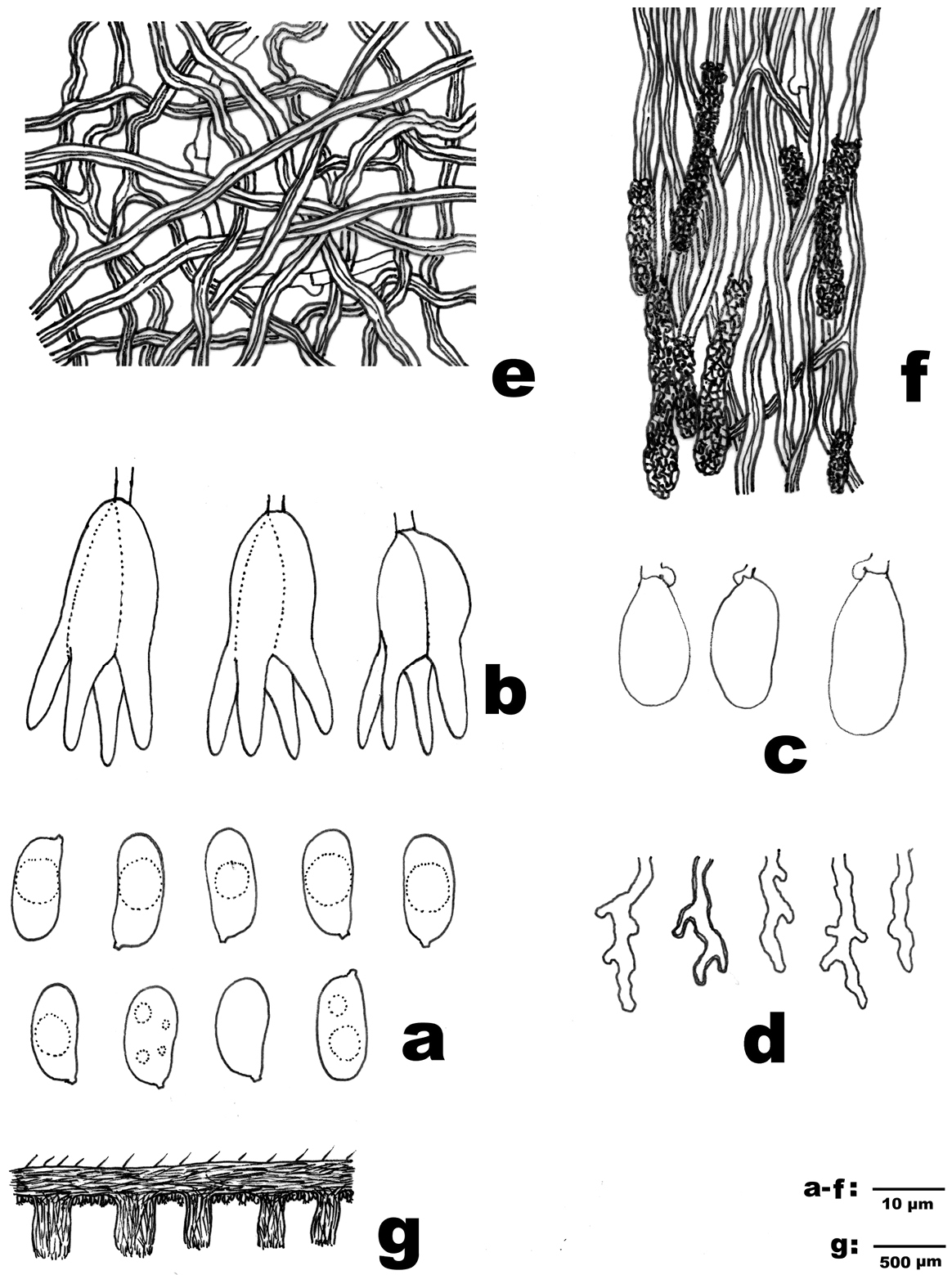
a – bazydiospory, b – probazydia, c – przekrój probazydium, d – epibazydia, e – dendrohyfidy, f – strzępki subikulum, g – strzępki tramy

Dendrohyfidy, nieprawidłowo dendrofizy (łac. dendrophyphidia) – rodzaj strzępek występujących w hymenium u niektórych grzybów. Są jednym z rodzajów hyfid.
Dendrohyfidy to bardzo cienkie strzępki, które jednokrotnie, lub wielokrotnie rozgałęziają się drzewkowato. Występują np. u grzybów z rodzaju Aleurodiscus, i u niektórych grzybów kortycjoidalnych i poliporoidalnych. Czasami są tak liczne, że tworzą warstwę katahymenium z „utopionymi”' w niej podstawkami. Warstwa dendrohyfid jest przystosowaniem do suszy; chroni głębiej położone strzępki przed odwodnieniem i nadmiernym promieniowaniem słonecznym. Mające warstwę dendrohyfid gatunki grzybów kortycjoidalnych mogą się rozwijać w bardziej suchych siedliskach.
Występowanie dendrohyfid i ich morfologia ma znaczenie przy mikroskopowym oznaczaniu niektórych gatunków grzybów. Zewnętrzne wierzchołki dendrohyfid są przeważnie bardzo cienkościenne i szybko zapadają się podczas suszenia. W wielu przypadkach są one silnie inkrustowane drobnymi kryształkami. Dlatego można je łatwo przeoczyć.